# Парламентські вибори у Франції 1993
Парламентські вибори 1993 у Франції відбулися 21 травня і 28 травня. На них було обрано 10-ті Національні збори П'ятої республіки.

## Контекст виборів та їх наслідки

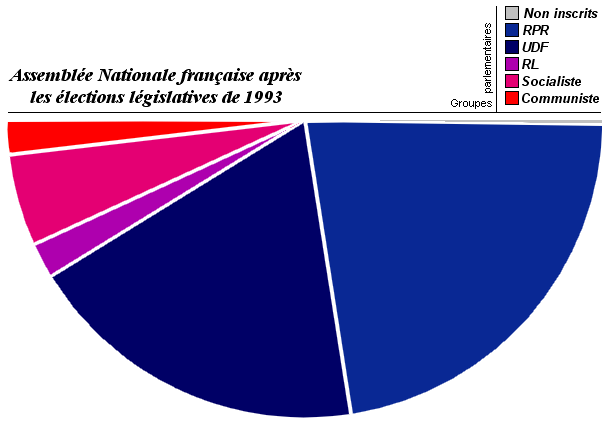
Розподіл голосів за партіями

З 1988 президент Франсуа Міттеран і його соціалістичний кабінет міністрів спирався на парламентську більшість. Однак без підтримки комуністів прем'єр-міністр Мішель Рокар спробував привернути на свою сторону правоцентристську партію Союз за французьку демократію (UDF) і включив у свій кабінет чотирьох політиків з UDF. Однак, вони не змогли переконати свою партію в необхідності коаліції з соціалістами і вийшли з уряду в 1991 разом з Мішелем Рокаром.
Соціалістична партія була до часу виборів ослаблена численними скандалами, в тому числі корупційними, і протистоянням основних лідерів партії та можливих наступників Міттерана Ліонеля Жоспена й Лорана Фабіуса. Прем'єр-міністр Едіт Крессон була замінена на П'єра Береговуа, який обіцяв боротися з економічними проблемами і корупцією. Однак, він сам був обвинувачений в корупції і наклав на себе руки 1 травня 1993 року.
Парламентські вибори закінчилися поразкою соціалістів. Лідер Жак Ширак зажадав відставки Міттерана і відмовився сам зайняти місце прем'єр-міністра. Таким чином, колишній міністр економіки Едуар Балладюр став прем'єр-міністром від партії Об'єднання на підтримку республіки (RPR), спираючись на значну парламентську більшість. Таке його співжиття з соціалістом Міттераном тривало до президентських виборів 1995 року.